# Ganhar de Lavada
Ganhar de Lavada: Persuasão em um Mundo Onde os Fatos não Importam (Win Bigly: Persuasion in a World Where Facts Don't Matter, título original, em inglês) é um livro de não-ficção de 2017 escrito por Scott Adams, criador de Dilbert e autor de How To Fail At Everything and Still Win Big. O livro apresenta a teoria de Adams de que a vitória de Donald Trump na Eleição presidencial nos Estados Unidos em 2016 se deveu às habilidades persuasivas do político e sua profunda compreensão da mente humana.
Em 2015, Adams predisse publicamente que Trump venceria as eleições, citando, posteriormente, sua experiência no campo da persuasão como suporte para a afirmação. Seu livro Ganhar de Lavada foi escrito com o objetivo de analisar as táticas eleitorais de Trump e oferecer orientação para melhorar as habilidades de comunicação dos leitores. Segundo Adams, pessoas como Trump são “mestres persuasores” hábeis em convencer os ouvintes. Ele também postula que, ao debater uma questão, os fatos só importam quando puderem impactar no nível emocional.

## Recepção
O Florida Today descreveu o livro como "algo de grande valor no ambiente saturado de mídia de hoje", e a Publishers Weekly considerou Win Bigly "altamente legível" e conduzido de maneira hábil e bem-humorada. Win Bigly foi um best-seller e atraiu cada vez mais atenção ao blog de Adams. Michael Schein, em sua coluna na Forbes, especulou que Adams explorou a popularidade de Trump para proteger sua carreira enquanto a indústria jornalística declinava.